# Brian Jackson (Fußballspieler, 1933)
Brian Harvie Jackson (* 1. April 1933 in Walton-on-Thames; † 14. Februar 2020 in Lincolnshire) war ein englischer Fußballspieler. Als Rechtsaußen war er knapp sieben Jahre zwischen Ende 1951 bis Mitte 1958 für den FC Liverpool aktiv und danach Leistungsträger beim unterklassigen Klub Port Vale, zunächst in der vierten und danach in der dritten Liga.

## Sportlicher Werdegang
Jackson wurde unweit von London in Walton-on-Thames geboren und spielte im jugendlichen Alter als Amateur für den FC Arsenal, bevor es ihn im Oktober 1950 innerhalb der britischen Hauptstadt zum Drittligisten Leyton Orient verschlug. Dort bereitete er in gut 38 Meisterschaftsspielen als Rechtsaußen derart viele Tore vor, dass er nur knapp mehr als ein Jahr später im November 1951 vom Erstligisten FC Liverpool verpflichtet wurde. Der Transfer selbst hatte sich schwierig gestaltet, da Leyton Orient ursprünglich keinen adäquaten Ersatz für sein junges Talent besaß. Erst als Don Woan in die entgegengesetzte Richtung wechselte und Liverpool zusätzlich die Ablösesumme von 6.500 Pfund zahlte, ging das Geschäft „über die Bühne“. Jackson war zu diesem Zeitpunkt gerade einmal 18 Jahre alt und leistete seinen Wehrdienst in der Armee ab, wurde jedoch häufig für Spiele der „Reds“ freigestellt. Bei seinem Debüt gegen die Bolton Wanderers (1:1) schoss Jackson sein erstes Tor, das jedoch sein einziges in insgesamt 15 Ligapartien der ausgehenden Saison 1951/52 blieb. In der Folgezeit war Jackson ein stetiger Bestandteil der Mannschaft, ohne sich jedoch einen dauerhaften Stammplatz erarbeiten zu können. Als der Verein in der Spielzeit 1953/54 in die zweite Liga abstieg, erreichte er mit 27 Einsätzen sein Maximum. In den folgenden Jahren, als sich Liverpool vergeblich am Wiederaufstieg versuchte, blieb sein Schnitt bei knapp unter 20 Meisterschaftsbegegnungen. Im Juli 1958 zog es ihn schließlich für 1.700 Pfund zum Viertligisten Port Vale.
Bei dem neuen Verein entwickelte sich Jackson schnell zu einem Schlüsselspieler. Port Vale war im Jahr 1959 der erste Meister der neu geschaffenen Fourth Division und stellte mit 110 Toren eine Mannschaft, die für spektakulären Offensivfußball unter dem damaligen Trainer Norman Low stand. Jackson ersetzte dabei den zum FC Walsall abgewanderten Colin Askey auf der rechten Seite und beeindruckte durch technische Fertigkeiten, Geschwindigkeit und Präzision. Mit Vorstößen bis zur Torauslinie bereitete er mehrere Tore von Stan Steele und Harry Poole vor und zeigte sich selbst treffsicher vom Elfmeterpunkt. Sportlicher Höhepunkt war im Februar 1960 seine Leistung im Achtelfinale des FA Cups gegen den Zweitligatabellenführer Aston Villa vor der Rekordkulisse von 49.768 Zuschauern. Jackson sorgte hier per Strafstoß für die 1:0-Führung, die aber nach zwei weiteren Toren der „Villans“ nicht für ein Weiterkommen reichte. Zwei Jahre später erreichte Jackson mit Port Vale erneut das Achtelfinale des englischen Pokals, nachdem in der Runde zuvor der Zweitligist AFC Sunderland (mit Brian Clough) mit 3:1 – inklusive eines Treffers von Jackson – ausgeschaltet worden war. Die Achtelfinalpartie beim Erstligisten FC Fulham ging knapp durch einen späten Gegentreffer mit 0:1 verloren. Zuvor hatte Fulhams Torhüter einen Treffer von Jackson verhindert, indem er eine Flanke gegen den Pfosten gelenkt hatte – er gab später an, dass der Ball aus seiner Sicht die Torlinie überschritten hatte. Im Juli 1962 wechselte Jackson für 2.000 Pfund zu Peterborough United. Dort verbrachte er zwei Jahre, bevor er bei Lincoln City, Burton Albion und Boston United die aktive Laufbahn ausklingen ließ.
In seinen späten Jahren lebte Jackson in Lincoln und arbeitete bis zu seiner Pensionierung im Alter von 65 Jahren unter anderem als Lehrer und Gärtner. Im Februar 2020 verstarb er im Alter von 86 Jahren.